# Champtercier
Champtercier település Franciaországban, Alpes-de-Haute-Provence megyében. Lakosainak száma 785 fő (2022. január 1.). Champtercier Aiglun, Barras, Digne-les-Bains és Thoard községekkel határos.

## Népesség
A település népességének változása:
| Lakosok száma | 163  | 363  | 527  | 774  | 755  | 792  | 844  | 848  | 856  | 785  |
|               | 1968 | 1982 | 1990 | 2006 | 2013 | 2015 | 2017 | 2019 | 2020 | 2022 |